# Loretta Napoleoni

Loretta Napoleoni

Loretta Napoleoni (Rome, 1955) is een Italiaans journalist en expert in witwaspraktijken en financiering van terrorisme.

## Publicaties
Napoleoni publiceert in meerdere Italiaanse tijdschriften waaronder Il Fatto Quotidiano.
- Terror Incorporated (2005)
- Insurgent Iraq: Al-Zarqawi and the New Generation (2005)
- Maonomics: Why Chinese Communists Make Better Capitalists Than We Do (2011), Prijs boek van het jaar van de Italiaanse Associatie voor Economie.
- The Islamist Phoenix (2014); Ned. vert. De terugkeer van het kalifaat (Uitgeverij Balans, Baarn, 2015)